# Culpa meva
Culpa meva (castellà: Culpa mía) és una pel·lícula romàntica espanyola del 2023 dirigida per Domingo González al seu debut com a director i protagonitzada per Nicole Wallace i Gabriel Guevara. Es basa en la història homònima de Wattpad de Mercedes Ron. S'ha doblat i subtitulat al català.

## Sinopsi
La trama segueix el romanç prohibit entre la Noah, de 17 anys, i el seu ric germanastre Nick, desencadenat després de la mudança de la Noah a la mansió de William Leister, el marit de la mare de la Noah, la Rafaela.

## Repartiment
- Nicole Wallace com a Noah[3]
- Gabriel Guevara com a Nick[3]
- Marta Hazas com a Rafaella[4]
- Iván Sánchez com a William Leister[5]
- Eva Ruiz com a Jenna[4]
- Victor Varona com a Lion[4]
- Fran Berenguer com a Ronnie[5]
- Iván Massagué[3]

## Producció
La pel·lícula està basada en la història de Wattpad Culpa mía de Mercedes Ron, posteriorment ampliada en una trilogia de llibres publicada per Penguin Random House. És una producció de Pokeepsie Films (Álex de la Iglesia i Carolina Bang). Els llocs de rodatge a la Costa del Sol inclouen Torremolinos, Manilva i Marbella.

## Estrena
La pel·lícula va debutar a Amazon Prime Video el 8 de juny de 2023.

## Rebuda
Lucas Hill-Paul, de Daily Express, va puntuar la pel·lícula amb 2 estrelles sobre 5, i va considerar que podria ser "l'empresa més escombraries de Prime Video fins ara, però almenys arriba amb una picada d'ullet conscient i dues pistes simpàtiques".